# 佩里戈尔地区欧里亚克
佩里戈尔地区欧里亚克（法語：Auriac-du-Périgord，法語發音：[oʁjak dy peʁiɡɔʁ]）是法国多尔多涅省的一个市镇，属于萨拉拉卡内达区。该市镇总面积18.63平方公里，2009年时的人口为419人。

## 人口
佩里戈尔地区欧里亚克人口变化图示